# Scelolophia circumducta
Scelolophia circumducta là một loài bướm đêm trong họ Geometridae.